# Никола-Плетни
Никола-Плетни — опустевшая деревня в Красносельском районе
Свое название получило от названия  иконы при постройки церкви. Костромской области. Входит в состав Шолоховского сельского поселения.

## География
Находится в юго-западной части Костромской области на расстоянии приблизительно 5 км на север по прямой от районного центра поселка Красное-на-Волге.

## История
В 1872 году здесь было учтено 8 дворов, в 1907 году отмечено было 15 дворов.

## Население
Постоянное население составляло 54 человека (1872 год), 98 (1897), 85 (1907), 0 как в 2002 году, так и в 2022.